# Acid tungstic
Axit Wolframic (hay còn gọi là Axit Tungstic) là các dạng hydrat của wolfram trioxit, WO3. Dạng đơn giản nhất, Hydrat, là WO3·H2O, Hydrat WO3·2H2O cũng được biết đến.
Cấu trúc rắn của WO3·H2O bao gồm các lớp của khối 8 mặt kết hợp với các đơn vị WO5(H2O) có cùng chung 4 đỉnh. Các dihydrat có cùng cấu trúc với các phân tử mở rộng H2O đan xen giữa các lớp. Dạng monohydrat là chất rắn màu vàng và không tan trong nước. Tên cũ của axit là 'axit wolframic'. Axit này được khám phá lần đầu bởi nhà khoa học Carl Wilhelm Scheele năm 1781.

## Tính chất hoá học
Axit wolframic có thể tác dụng với một số kim loại như kim loại kiềm, kim loại kiềm thổ, nhôm, sắt,...
H2WO4 + 2K → K2WO4 + H2
(không màu)
H2WO4 + Ca → CaWO4 + H2
(trắng)
3H2WO4 + 2Al → Al2(WO4)3 + 3H2
(trắng)
H2WO4 + Fe → FeWO4 + H2
(đen)
Axit chỉ tồn tại trong dung dịch, khi đun nóng bị phân huỷ thành wolfram trioxit:
H2WO4 → WO3 + H2O

## Điều chế
Axit wolframic được điều chế bằng cách cho wolfram trioxit tác dụng với nước:
WO3 + H2O → H2WO4